# Dirka po Italiji 1964
Dirka po Italiji 1964 (italijansko Giro d'Italia 1964) je 47. izvedba dirke po Italiji, tritedenske moške cestne kolesarske etapne dirke. Začela se je 16. maja v Bolzanu in končala 7. junija v Milanu. Sodelovalo je 130 kolesarjev iz 13-ih ekip. Rožnato majico je drugič osvojil Jacques Anquetil (Saint-Raphaël–Gitane–Dunlop), drugo mesto Italo Zilioli (Carpano), tretje pa Guido De Rosso (Molteni). Zeleno majico je osvojil Franco Bitossi (Springoil–Fuchs).

## Ekipe
- Cynar–Frejus
- Carpano
- Cite
- Flandria–Romeo
- Gazzola
- IBAC
- Ignis
- Legnano
- Lygie
- Molteni
- Salvarani
- Springoil–Fuchs
- Saint-Raphaël–Gitane–Dunlop

## Etape
| Etapa | Datum    | Štart/Cilj                                  | Razdalja    | Tip         | Tip                  | Zmagovalec                 |             |
| ----- | -------- | ------------------------------------------- | ----------- | ----------- | -------------------- | -------------------------- | ----------- |
| 1     | 16. maj  | Bolzano – Riva del Garda                    | 173 km      |             | ravninska etapa      | Vittorio Adorni (ITA)      |             |
| 2     | 17. maj  | Riva del Garda – Brescia                    | 146 km      |             | ravninska etapa      | Michele Dancelli (ITA)     |             |
| 3     | 18. maj  | Brescia – San Pellegrino Terme              | 193 km      |             | gorska etapa         | Franco Bitossi (ITA)       |             |
| 4     | 19. maj  | San Pellegrino Terme – Parma                | 189 km      |             | ravninska etapa      | Vito Taccone (ITA)         |             |
| 5     | 20. maj  | Parma – Busseto                             | 50 km       |             | posamični kronometer | Jacques Anquetil (FRA)     |             |
| 6     | 21. maj  | Parma – Verona                              | 100 km      |             | ravninska etapa      | Vendramino Bariviera (ITA) |             |
| 7     | 22. maj  | Verona – Lavarone                           | 168 km      |             | gorska etapa         | Angelino Soler (ESP)       |             |
| 8     | 23. maj  | Lavarone – Pedavena                         | 183 km      |             | gorska etapa         | Marcello Mugnaini (ITA)    |             |
| 9     | 24. maj  | Feltre – Marina di Ravenna                  | 260 km      |             | ravninska etapa      | Pietro Zoppas (ITA)        |             |
| 10    | 25. maj  | Marina di Ravenna – San Marino (San Marino) | 135 km      |             | gorska etapa         | Rolf Maurer (SUI)          |             |
| 11    | 26. maj  | Rimini – San Benedetto del Tronto           | 185 km      |             | ravninska etapa      | Raffaele Marcoli (ITA)     |             |
| 12    | 27. maj  | San Benedetto del Tronto – Roccaraso        | 257 km      |             | gorska etapa         | Walter Boucquet (BEL)      |             |
| 13    | 28. maj  | Roccaraso – Caserta                         | 188 km      |             | ravninska etapa      | Giorgio Zancanaro (ITA)    |             |
| 14    | 29. maj  | Caserta – Castel Gandolfo                   | 210 km      |             | ravninska etapa      | Vittorio Adorni (ITA)      |             |
| 15    | 30. maj  | Rim – Montepulciano                         | 214 km      |             | gorska etapa         | Nino Defilippis (ITA)      |             |
| 16    | 31. maj  | Montepulciano – Livorno                     | 199 km      |             | ravninska etapa      | Franco Bitossi (ITA)       |             |
| 17    | 1. junij | Livorno – Santa Margherita Ligure           | 210 km      |             | ravninska etapa      | Franco Bitossi (ITA)       |             |
|       | 2. junij | dan počitka                                 | dan počitka | dan počitka | dan počitka          | dan počitka                | dan počitka |
| 18    | 3. junij | Santa Margherita Ligure – Alessandria       | 205 km      |             | gorska etapa         | Bruno Mealli (ITA)         |             |
| 19    | 4. junij | Alessandria – Cuneo                         | 205 km      |             | ravninska etapa      | Cees Lute (NED)            |             |
| 20    | 5. junij | Cuneo – Pinerolo                            | 254 km      |             | gorska etapa         | Franco Bitossi (ITA)       |             |
| 21    | 6. junij | Torino – Biella                             | 200 km      |             | gorska etapa         | Gianni Motta (ITA)         |             |
| 22    | 7. junij | Biella – Milano                             | 146 km      |             | ravninska etapa      | Willi Altig (FRG)          |             |
|       | Skupaj   | Skupaj                                      | 4119 km     | 4119 km     | 4119 km              | 4119 km                    | 4119 km     |

## Razvrstitev po klasifikacijah
| Etapa  | Zmagovalec        | Rožnata majica · | Zelena majica ·         | Ekipno                      |
| ------ | ----------------- | ---------------- | ----------------------- | --------------------------- |
| 1      | Vittorio Adorni   | Vittorio Adorni  | brez                    | ?                           |
| 2      | Michele Dancelli  | Michele Dancelli | brez                    | ?                           |
| 3      | Franco Bitossi    | Enzo Moser       | Antonio Gomez del Moral | Molteni                     |
| 4      | Vito Taccone      | Enzo Moser       | Antonio Gomez del Moral | Salvarani                   |
| 5      | Jacques Anquetil  | Jacques Anquetil | Antonio Gomez del Moral | Salvarani                   |
| 6      | Mino Bariviera    | Jacques Anquetil | Antonio Gomez del Moral | Salvarani                   |
| 7      | Angelino Soler    | Jacques Anquetil | Antonio Gomez del Moral | Salvarani                   |
| 8      | Marcello Mugnaini | Jacques Anquetil | Antonio Gomez del Moral | Salvarani                   |
| 9      | Pietro Zoppas     | Jacques Anquetil | Vito Taccone            | Salvarani                   |
| 10     | Rolf Maurer       | Jacques Anquetil | Vito Taccone            | Salvarani                   |
| 11     | Raffaele Marcoli  | Jacques Anquetil | Vito Taccone            | Salvarani                   |
| 12     | Walter Boucquet   | Jacques Anquetil | Vito Taccone            | Saint-Raphaël–Gitane–Dunlop |
| 13     | Giorgio Zancanaro | Jacques Anquetil | Vito Taccone            | Carpano                     |
| 14     | Vittorio Adorni   | Jacques Anquetil | Vito Taccone            | Carpano                     |
| 15     | Nino Defilippis   | Jacques Anquetil | Vito Taccone            | Carpano                     |
| 16     | Franco Bitossi    | Jacques Anquetil | Vito Taccone            | Carpano                     |
| 17     | Franco Bitossi    | Jacques Anquetil | Vito Taccone            | Carpano                     |
| 18     | Bruno Mealli      | Jacques Anquetil | Vito Taccone            | Carpano                     |
| 19     | Cees Lute         | Jacques Anquetil | Vito Taccone            | Saint-Raphaël–Gitane–Dunlop |
| 20     | Franco Bitossi    | Jacques Anquetil | Franco Bitossi          | Saint-Raphaël–Gitane–Dunlop |
| 21     | Gianni Motta      | Jacques Anquetil | Franco Bitossi          | Saint-Raphaël–Gitane–Dunlop |
| 22     | Willi Altig       | Jacques Anquetil | Franco Bitossi          | Saint-Raphaël–Gitane–Dunlop |
| Skupaj | Skupaj            | Jacques Anquetil | Franco Bitossi          | Saint-Raphaël–Gitane–Dunlop |

## Končna razvrstitev
| Legenda | Legenda                                  | Legenda | Legenda                                    |
| ------- | ---------------------------------------- | ------- | ------------------------------------------ |
|         | Predstavlja vodilnega v skupnem seštevku |         | Predstavlja vodilnega v gorski razvrstitvi |

### Rožnata majica
| Poz. | Kolesar                 | Ekipa                       | Čas          |
| ---- | ----------------------- | --------------------------- | ------------ |
| 1    | Jacques Anquetil (FRA)  | Saint-Raphaël–Gitane–Dunlop | 115h 10' 27" |
| 2    | Italo Zilioli (ITA)     | Carpano                     | + 1' 22"     |
| 3    | Guido De Rosso (ITA)    | Molteni                     | + 1' 31"     |
| 4    | Vittorio Adorni (ITA)   | Salvarani                   | + 2' 22"     |
| 5    | Gianni Motta (ITA)      | Molteni                     | + 2' 38"     |
| 6    | Renzo Fontona (ITA)     | Ignis                       | + 3' 30"     |
| 7    | Marcello Mugnaini (ITA) | Lygie                       | + 5' 05"     |
| 8    | Franco Balmamion (ITA)  | Cynar–Frejus                | + 6' 00"     |
| 9    | Rolf Maurer (SUI)       | Cynar–Frejus                | + 7' 47"     |
| 10   | Franco Bitossi (ITA)    | Springoil–Fuchs             | + 9' 20"     |

### Zelena majica
| Poz. | Kolesar                       | Ekipa                       | Točke |
| ---- | ----------------------------- | --------------------------- | ----- |
| 1    | Franco Bitossi (ITA)          | Springoil–Fuchs             | 200   |
| 2    | Antonio Gomez del Moral (ESP) | Ignis                       | 140   |
| 3    | Franco Balmamion (ITA)        | Cynar–Frejus                | 110   |
| 3    | Vito Taccone (ITA)            | Salvarani                   | 110   |
| 5    | Italo Zilioli (ITA)           | Carpano                     | 70    |
| 6    | Enzo Moser (ITA)              | Lygie                       | 50    |
| 6    | Aldo Moser (ITA)              | Lygie                       | 50    |
| 6    | Arnaldo Pambianco (ITA)       | Salvarani                   | 50    |
| 9    | Guido De Rosso (ITA)          | Molteni                     | 40    |
| 10   | Bruno Peretti (ITA)           | Legnano                     | 30    |
| 10   | Roberto Poggiali (ITA)        | Ignis                       | 30    |
| 10   | Giorgio Zancanaro (ITA)       | Carpano                     | 30    |
| 10   | Nino Defilippis (ITA)         | IBAC                        | 30    |
| 10   | Salvador Honrubia (ESP)       | Cite                        | 30    |
| 10   | Michele Dancelli (ITA)        | Molteni                     | 30    |
| 10   | Louis Rostollan (FRA)         | Saint-Raphaël–Gitane–Dunlop | 30    |
| 10   | Gianni Motta (ITA)            | Molteni                     | 30    |

### Traguardi tricolori
| Poz. | Kolesar                 | Ekipa                       | Točke |
| ---- | ----------------------- | --------------------------- | ----- |
| 1    | Raffaele Marcoli (ITA)  | Legnano                     | 100   |
| 2    | Silvano Ciampi (ITA)    | Springoil–Fuchs             | 50    |
| 3    | Italo Zilioli (ITA)     | Carpano                     | 40    |
| 3    | Willi Altig (FRG)       | Saint-Raphaël–Gitane–Dunlop | 40    |
| 5    | Antonio Franchi (ITA)   | Salvarani                   | 33    |
| 6    | Luigi Mele (ITA)        | Gazzola                     | 30    |
| 6    | Salvador Honrubia (ESP) | Cite                        | 30    |
| 8    | Antonio Bailetti (ITA)  | Carpano                     | 25    |
| 8    | Guy Ignolin (FRA)       | Saint-Raphaël–Gitane–Dunlop | 25    |
| 8    | Arnaldo Pambianco (ITA) | Salvarani                   | 25    |

### Ekipna razvrstitev
| Poz. | Ekipa                       | Točke |
| ---- | --------------------------- | ----- |
| 1    | Saint-Raphaël–Gitane–Dunlop | 2945  |
| 2    | Springoil–Fuchs             | 2620  |
| 3    | Salvarani                   | 2480  |
| 4    | Carpano                     | 2470  |
| 5    | Molteni                     | 2150  |
| 6    | Cynar–Frejus                | 2075  |
| 7    | Lygie                       | 1885  |
| 8    | Ignis                       | 1820  |
| 9    | Flandria–Romeo              | 1750  |
| 10   | IBAC                        | 1360  |